# عرب العيايدة (الخانكة)
عرب العيايدة إحدى قرى مركز الخانكة التابع لمحافظة القليوبية بجمهورية مصر العربية.

## السكان
بلغ عدد سكان عرب العيايدة 33,648 نسمة، حسب الإحصاء الرسمي لعام 2006.